# Welsh Professional Championship 1977
Die William Hill Welsh Professional Championship 1977 war ein professionelles Snookerturnier der Saison 1977/78 zur Ermittlung des walisischen Profimeisters zwischen den damals einzigen beiden walisischen Profispielern Ray Reardon und Doug Mountjoy. Das Turnier wurde am 25. und 26. September 1977 im Club Double Diamond im walisischen Caerphilly ausgetragen, Sieger wurde Weltmeister Ray Reardon, der Mountjoy mit 12:8 besiegte. Im Gegensatz dazu spielte Mountjoy das höchste Break des Turnieres mit einem 95er-Break.
Nachdem es bereits 1927 eine Ausgabe gegeben hatte und damals J. S. Nicholls seinen Landsmann W. Davies besiegt hatte, wurde die Welsh Professional Championship nach fünfzig Jahren wiederbelebt. Doch obwohl das Tjurnier mit dem Buchmacher William Hill einen Sponsor hatte, wurde das Turnier wegen des mangelnden Erfolges im folgenden Jahr erneut nicht ausgetragen und erst 1980 mit zwei Teilnehmen mehr wiederbelebt.

## Preisgeld
Insgesamt gab es 2000 Pfund Sterling zu gewinnen, wovon drei Viertel auf den Sieger und das restliche Viertel auf den Verlierer entfielen.

## Das Spiel
Mountjoy konnte den ersten Frame der Partie für sich entscheiden, jedoch geriet er danach mit 3:1 in Rückstand, bevor er auf 3:3 aufholen konnte. Anschließend ging Reardon mit 6:3, 7:4 und 9:6 in Führung, bevor Mountjoy auf einen Frame an ihn herankam. Jedoch beendete Reardon die Partie, indem er die drei letzten nötigen Frames gewann und sich den Turniertitel holte.
| Finale: Best of 23 Frames Club Double Diamond, Caerphilly, Wales, 25. & 26. September 1977                                                                            |                |               |
| Ray Reardon | 12:8           | Doug Mountjoy |
| 9:108, 71:44, 52:45, 63:41, 27:90, 23:107 (63), 90:27, 60:57, 96:37, 16:100 (50), 84:34, 44:77 (64), 37:55, 72:33 (72), 73:36, 42:93, 0:135 (95), 61:48, 87:29, 88:41 |                |               |
| 72 | Höchstes Break | 95            |
| – | Century-Breaks | –             |
| 1 | 50+-Breaks     | 4             |